# Mary J. Rathbun
Mary Jane Rathbun (Buffalo, 11 giugno 1860 – Washington, 4 aprile 1943) è stata una zoologa e carcinologa statunitense, laureatasi alla George Washington University; dal 1883 fino alla morte lavorò allo Smithsonian Institution e classificò oltre 100 nuove specie di crostacei.

## Biografia
Mary Jane Rathbun nacque l'11 giugno 1860 a Buffalo, nello stato federato di New York, la più giovane di cinque figli di Charles Rathbun e Jane Furey. Rimase orfana di madre quando aveva solo un anno e quindi fin da giovanissima dovette "contare sulle proprie risorse". Compì il suo percorso di studi a Buffalo, laureandosi nel 1878 senza tuttavia mai frequentare il college. Rathbun era una ragazza minuta, la sua altezza arrivava solo a 137 cm, aspetto al quale contrapponeva un franco e tagliente senso dell'umorismo.

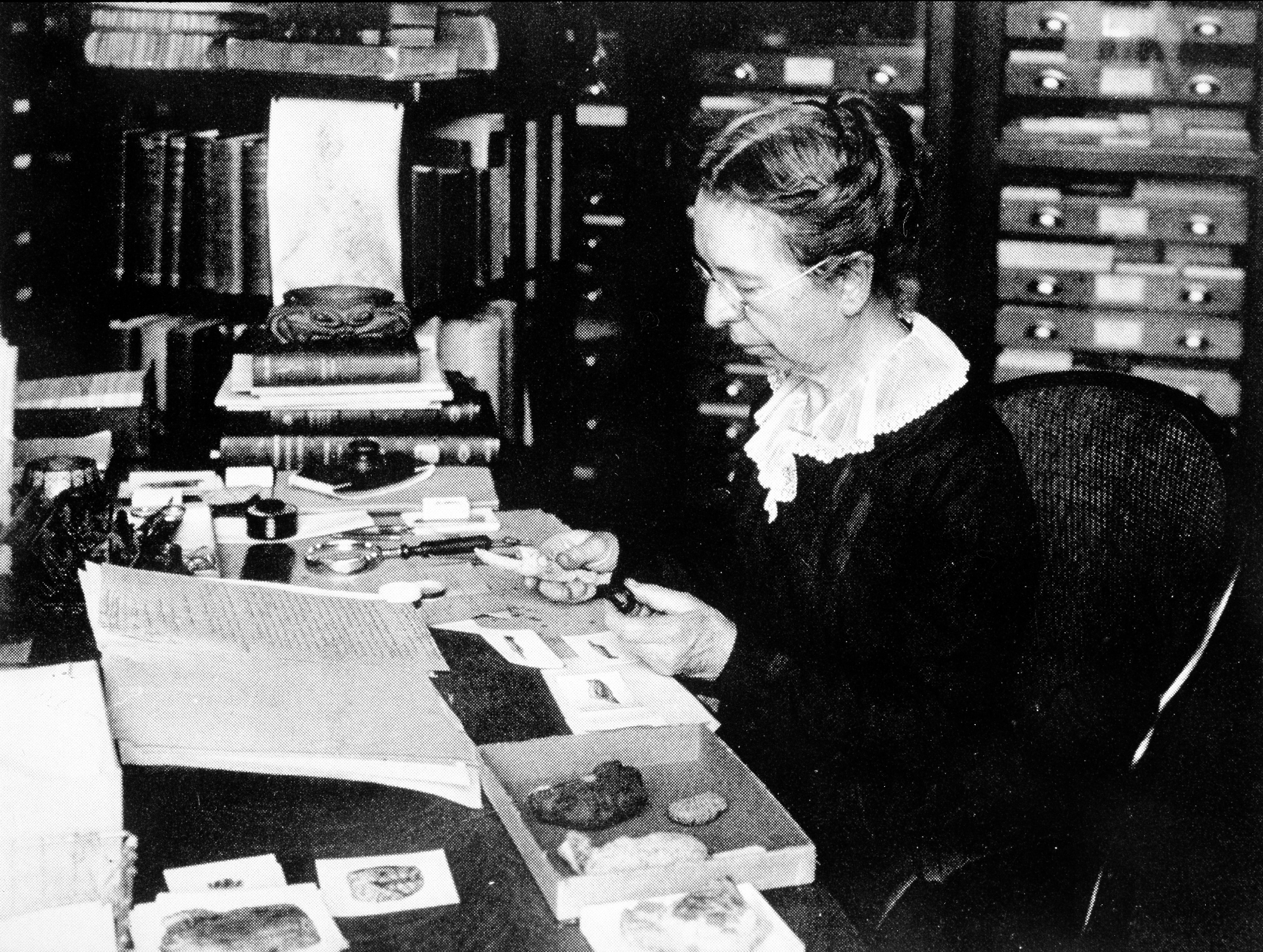
Rathbun in un momento di lavoro.

Rathbun vide per la prima volta l'oceano nel 1881 quando accompagnò suo fratello, Richard Rathbun, a Woods Hole, nel Massachusetts. Trovò impiego come assistente scientifico di Addison Emery Verrill, insieme al capo assistente di Verrill, il carcinologo Sidney Irving Smith. Rathbun aiutò a etichettare, ordinando e registrando, gli esemplari di Smith lavorando da allora sui crostacei.
Per tre anni lavorò su base volontaria per suo fratello, prima di ottenere un lavoro da Spencer Fullerton Baird presso la Smithsonian Institution.
Dopo 28 anni di lavoro al museo, Rathbun fu promossa assistente curatore responsabile della Divisione dei Crustacea. Nel 1915, dopo il suo pensionamento, la Smithsonian Institution designò Rathbun di un "Honorary Research Associate" e nel 1916 le fu attribuito un Master's degree onorario dall'Università di Pittsburgh. Si qualificò per un dottorato di ricerca presso l'Università George Washington nel 1917. Rathbun fu membro dell'American Association for the Advancement of Science, della Washington Academy of Sciences e della Wild Flower Preservation Society.
Rathbun morì a Washington il 4 aprile 1943, all'età di 82 anni, per complicazioni associate a una frattura all'anca.

## Opere
La prima pubblicazione di Rathbun fu scritta insieme a James Everard Benedict e riguardava il genere Panopeus; fu pubblicata nel 1891. La sua opera più importante fu in francese Les crabes d'eau douce ("I granchi d'acqua dolce"), che originariamente era stata pensata come un'unica pubblicazione, ma alla fine fu pubblicata in tre volumi tra il 1904 e il 1906. Andò in pensione ufficialmente il 31 dicembre 1914, ma non smise di lavorare fino alla sua morte.
In totale scrisse o collaborò alla stesura di 166 articoli, tra cui la descrizione di 1 147 nuove specie e sottospecie, 63 nuovi generi, una sottofamiglia, 3 famiglie e una superfamiglia, oltre ad altre novità nomenclaturali. Tra i taxa descritti per la prima volta da Rathbun figurano importanti specie commerciali come il granchio blu dell'Atlantico (Callinectes sapidus), e il granchio delle nevi (tanner crab, Chionoecetes bairdi).
| Rathbun è l'abbreviazione standard utilizzata per le specie animali descritte da Mary J. Rathbun. Categoria:Taxa classificati da Mary J. Rathbun |

## Riconoscimenti
Sono numerosi i taxa che i classificatori hanno chiamato in onore di Mary J. Rathbun:
- Hamatoscalpellum rathbunae (Pilsbry, 1907)
- Maera rathbunae Pearse, 1908
- Paromola rathbuni Porter Mosso, 1908
- Synalphaeus rathbunae Coutiere, 1909
- Candidiopotamon rathbunae De Man, 1914
- Pasiphaea rathbunae (Stebbing, 1914)
- Petrolisthes rathbunae Schmitt, 1916
- Periclimenes rathbunae Schmitt, 1924
- Alpheus rathbunae (Schmitt, 1924)
- Campylonotus rathbunae Schmitt, 1926
- Callinectes rathbunae Contreras, 1930
- Eriosachila rathbunae Maury, 1930
- Tritodynamia rathbunae Shen, 1932
- Sacculina rathbunae Boschma, 1933
- Pinnixa rathbunae Sakai, 1934
- Emerita rathbunae Schmitt, 1935
- Callianassa rathbunae Schmitt, 1935
- Solenocera rathbunae Ramadan, 1938
- Thunor rathbunae Armstrong, 1949
- Lysmata rathbunae Chace, 1970
- Xanthias rathbunae Takeda, 1976
- Cyphocarcinus rathbunae Griffin & Tranter, 1986
- Asterias rathbunae Britajev, 1989
- Lophaxius rathbunae Kensley, 1989
- Rhynchocinetes rathbunae Okuno, 1996
- Palaeopinnixa rathbunae Schweitzer & Feldmann, 2000